# Чемпионат Африки по самбо 2017
Чемпионат Африки по самбо 2017 года прошёл в городе Виктория (Сейшельские Острова) 11-15 мая.

## Медалисты

### Женщины
| Весовая категория | Золото                         | Серебро                               | Бронза                         |
| ----------------- | ------------------------------ | ------------------------------------- | ------------------------------ |
| до 64 кг          | Паула Ситчепинг · Камерун      | Элла Мари Шэрил · Сейшельские Острова |                                |
| до 72 кг          | Эдвига Фойганг Куэте · Камерун | Закария Марим Яхья · Египет           |                                |
| до 80 кг          | Дечантал Фоку · Камерун        | Аманда Пайет · Сейшельские Острова    | Никита Джибун Хенна · Маврикий |

#### Медальный зачёт
*   Принимающая страна (Сейшельские Острова)
| Место          | Страна               | Золото | Серебро | Бронза | Всего |
| -------------- | -------------------- | ------ | ------- | ------ | ----- |
| 1              | Камерун              | 3      | 0       | 0      | 3     |
| 2              | Сейшельские Острова* | 0      | 2       | 0      | 2     |
| 3              | Египет               | 0      | 1       | 0      | 1     |
| 4              | Маврикий             | 0      | 0       | 1      | 1     |
| Всего стран: 4 | Всего стран: 4       | 3      | 3       | 1      | 7     |

Информация о соревнования среди мужчин и по боевому самбо в источнике отсутствует